# أميديه موشيز
أميديه موشيز (28 أغسطس 1821 - 29 يونيو 1892)، إسمه الكامل هو: إرنست أمدي بارتيليمي موشيز (بالفرنسية:  Ernest Amédée Barthélemy Mouchez)‏، عالم فلك فرنسي الجنسية، مساح مسطحات مائية، وعضو في أكاديمية العلوم، شغل منصب مدير لمرصد باريس، اشتهر بمبادرته لإطلاق مشروع خريطة السماء في سنة 1887.

## مسيرته
مباشرة بعد دخوله البحرية الفرنسية، تدرج أميديه موشيز وتقلد عدة رتب عسكرية، تحصل خلالها على رتبة ضابط صف في سنة 1839، وتم ترقيته إلى رتبة حامل راية في عام 1843، ثم ملازم اول في عام 1848، وفي سنة 1867 تم منحه رتبة قائد في البحرية الفرنسية، ثم تمت ترقيته من جديد إلى رتبة عقيد بحري في ال 29 من يونيو سنة 1878.
كلف موشيز من طرف وزارة البحرية والعمل الهيدروغرافي الفرنسية بمهمات بحرية على سواحل أمريكا الجنوبية والجزائر. كما تم تكليفه أيضا من طرف أكاديمية العلوم في سنة 1874 لمراقبة عبور كوكب الزهرة خلال نفس العام من على جزيرة سانت بول.
عين موشيز كعضو في مكتب خطوط الطول في ال16من يونيو سنة 1873، ومديرا لمرصد باريس في 26 يونيو 1878، كما تم انتخابه عضوا في أكاديمية العلوم (قسم علم الفلك) في ال 19 يوليو 1875.
تمت ترقيته إلى قائد جوقة الشرف في 8 يوليو 1875، قام بمبادرة لإطلاق مشروع خريطة السماء لإنشاء خريطة شاملة لمواقع الملايين من النجوم في السماء.
خلال حرب 1870، كان مسؤولا عن تنظيم الدفاعات عن مدينة هافر ، فكانت المدينة بفضل عبقريته في وضع مريح يمكنها من مقاومة العدو.
لدى عودته لعمله السابق بمرصد باريس، وافق مكتب خطوط الطول على مشروعه الهادف لانشاء مرصد موجه لتلقين المعرفة الفلكية للضباط القادمين من الاكاديمية البحرية. كما تم دعم هذا المشروع أيضا من قبل العديد من المؤسسات والوزارات، كالبحرية والتعليم العام، ووزارة الحرب، وخصوصا مدينة باريس التي منحته منطقة في الجنوب الغربي من حديقة مونتسوري.
قام موشيز خلال فترت عمله كمدير لمرصد باريس بإنشاء متحف للأدوات الفلكية والوثائق العلمية العتيقة كما قام أيضا بنشر فهرس يتضمن نتائج ملاحظاته حول خطوط الطول التي تم تدوينها منذ سنة 1837.
بصفته عضوا في أكاديمية العلوم، فكر موشيز في إنشاء خريطة السماء. لكنه أدرك أن فرنسا لايمكنها تحقيق المشروع وحدها، فقد كان بحاجة لخدمات عدة مراصد حول العالم للقيام بهذا المشروع.
من أجل ذلك إقترح موشيز تنظيم اجتماع دولي لمدراء المراصد الفلكية وعلماء الفلك حول العالم، في أفق اختيار أماكن محطات الرصد ونوع الكاميرا والحجم والأسلوب الواجب توفرهم لتحقيق مشروعه على أرض الواقع. استجابة لاقتراحه تم عقد أربعة مؤتمرات فلكية دولية، فكان خلال هذه الفترة رئيسا للجنة الدائمة للمؤتمرات الثلاثة الأولى خلال سنوات 1887و 1889و 1891 والتي عقدت في مرصد باريس.
نتيجة لهذه المؤتمرات تقرر تقسيم السماء إلى 18 منطقة متساوية تقريبا، ويتكلف كل مرصد من تلك المراصد المشاركة من جميع أنحاء العالم برصد منطقة من هذه المناطق ال18، للتوصل في النهاية إلى خريطة شاملة للنجوم التي تضيء السماء.

## أماكن تخلد لإسمه
- شارع الأميرال موشيز بالقرب من حديقة مونتسوري في مدينة باريس، هذا الشارع الذي يحمل إسمه منذ 1894. كما تم منح إسمه لجادة الأميرال إرنست أميديه موشيزفي مدينة هافر الفرنسية.
- في سنة 1935، أطلق الاتحاد الفلكي الدولي اسم إرنست أميديه موشيز على فوهة توجد على سطح القمر.
- أطلق اسم أميديه موشيز على سفينة حربية )1965و 1936( [4]، كانت هي نفس السفينة التي نقلت «الماريشال بيتان» في نوفمبر من سنة 1945 في جزيرة يو.
- لوحة تذكارية معلقة على منزله في مدينة ويسو تحمل إسمه، ونفس الشارع الذي يمر على منزله يحمل أيضا اسم أميديه موشيز.[5]

## أعمالة
- بحوث على طول الساحل الشرقي لأمريكا الجنوبية(1866)
- ريو دو لابلاتا، الوصف وإتجاهات الإبحار (1873)
- إتجاهات الإبحار في سواحل الجزائر (1879)
- التقرير السنوي لمرصد باريس (1892-1885)
- التصوير الفلكي في مرصد باريس وخريطة السماء (1887)
- إتجاهات الإبحار في سواحل البرازيل

## روابط خارجية
- "Mouchez, Ernest Amédée Barthélemy (1821-1892)". Imago Mundi (بالفرنسية). Archived from the original on 2007-09-26. Retrieved 2017-08-13.
- صفحة أميدي موشي على موقع geni.com